# Eugenia Małkowska
Eugenia Maria Małkowska z domu Wandas (ur. 2 stycznia 1946 w Dynowie) – polska chemik, poseł na Sejm PRL VII kadencji.

## Życiorys
Absolwentka I Liceum Ogólnokształcącego w Dynowie roku 1964. Uzyskała w 1969 wykształcenie wyższe na Wydziale Matematyczno-Fizyczno-Chemicznym Uniwersytetu Jagiellońskiego. W 1976 podjęła pracę jako technolog w Zakładach Tworzyw Sztucznych „Gamrat-Erg” w Jaśle. W 1976 uzyskała mandat posła na Sejm PRL w okręgu Krosno. Zasiadała w Komisji Górnictwa, Energetyki i Chemii oraz w Komisji Leśnictwa i Przemysłu Drzewnego.